# Louie Louie
Pour les articles homonymes, voir Louie.
Singles de Richard Berry
Take the Key Sweet Sugar You

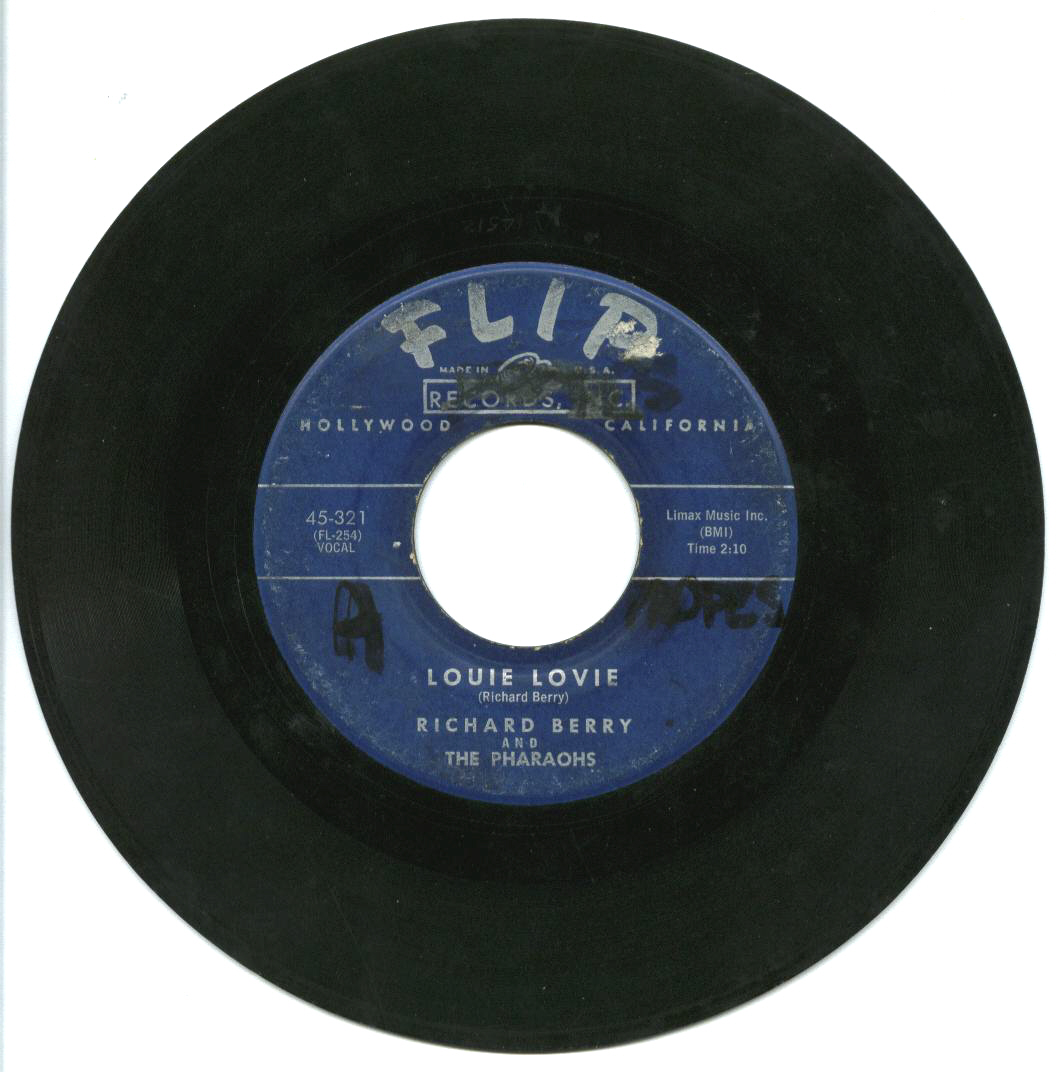
Single 78 tours de la chanson

Louie Louie est une chanson de rhythm and blues composée par Richard Berry en 1956, devenue l'un des plus grands classiques de l'histoire du rock, en particulier grâce à sa reprise par The Kingsmen en 1963.

## Histoire

### Version originale
Richard Berry enregistre Louie Louie début 1957 avec son groupe baptisé The Pharaohs. La chanson est publiée par le label Flip le 13 avril 1957 en face B du single You Are My Sunshine. La chanson raconte l'histoire d'un marin qui explique à un barman nommé Louie qu'il doit retrouver sa fiancée partie en Jamaïque. Elle est enregistrée sur un rythme calypso.
La figure rythmique de base de la chanson, une clave cubaine classique, est empruntée à El Loco Cha Cha Cha,  une chanson cubaine enregistrée par René Touzet l'année précédente. C'est l'introduction du disque de Touzet qui est utilisée pour le riff central de Louie Louie ; le reste de la chanson part dans une direction différente. Pour les paroles comme pour la mélodie, Richard Berry s'inspire de Havana Moon de Chuck Berry, avec la même histoire de marin nostalgique, mais transposée de Cuba à la Jamaïque, et l'accent des Caraïbes.
Singles de The Kingsmen
Money
(1963)

### Reprises et premier succès
Passé pourtant plutôt inaperçu, le morceau commence à être repris au début des années 1960 par des groupes locaux des États du Nord-Ouest Pacifique, comme Rockin' Robin Roberts & The Fabulous Wailers, dans une version rock 'n' roll en 1961. Les groupes Paul Revere & The Raiders et The Kingsmen, de Portland, Oregon, le reprennent simultanément au début de 1963, avec un arrangement primaire inspiré de l'interprétation de  Rockin' Robin Roberts. Le titre des Kingsmen, sorti chez Jerden en mai, puis réédité chez Wand, obtient la 2e place au Billboard Hot 100 américain quelques mois plus tard, grâce à sa diffusion en radio par un disc-jokey de Boston. Mais il est bloqué vers le sommet par Sœur Sourire, qui s'y est installée pendant quatre semaines, avec sa chanson Dominique. Certains voient dans la version des Kingsmen l'acte fondateur du style garage rock. 
Jack Ely, le chanteur des Kingsmen, qui n'a pas bien compris les paroles, marmonne sur certains passages, ce qui fait croire aux autorités qu'il s'agit d'obscénités, et plusieurs radios censurent le disque. La chanson fait même l'objet d'une enquête du FBI en 1964 pour déterminer si les paroles ne sont pas secrètement obscènes,,.

### Postérité
Cette chanson est devenue un classique et une sorte de passage obligé pour tous les guitaristes de rock.
Elle a été tellement reprise qu'en 1993, on en recensait 1 200 versions différentes. Des livres et des disques entiers lui sont consacrés et un concert a été organisé pour fêter ses quarante ans, quelques jours seulement après le décès de Richard Berry, le 23 janvier 1997.
Cette chanson a aussi servi de base pour Psyché Rock, de Pierre Henry et Michel Colombier, qui devint par la suite la base du remix pour le générique de la série américaine Futurama de Matt Groening, qui est un fan de Louie Louie.  La chanson apparaît également dans le film Coupe de Ville, une comédie dramatique de 1990 réalisée par Joe Roth, dans laquelle elle constitue un élément récurrent.
Elle est redevenue culte mais aussi synonyme de Toge-Parties estudiantines avec le film American College (1978) et apparaît dans plusieurs autres film ayant repris ce genre (Old School...).
En 1957, Richard Berry, ayant besoin d'argent pour financer son mariage, cède les droits d'auteurs de sept chansons, dont Louie Louie, pour seulement 750 dollars. Il mène une action en justice en 1985 pour récupérer les royalties générées par ce titre et parvient à obtenir à peu près 2 millions de dollars sur les 10 millions rapportés par la chanson.
En 1999, la version enregistrée par The Kingsmen reçoit le Grammy Hall of Fame Award.

## Quelques artistes ayant reprisLouie Louie
On recense plus de 1 000 enregistrements de la chanson, effectués pas différents artistes. Parmi les plus célèbres, on compte notamment :
| - Rockin' Robin Roberts & The Fabulous Wailers, en single (1961) - The Kingsmen, single (1963) - Paul Revere & The Raiders, single (1963) - The Beach Boys, sur Shut Down Volume 2 (1964) - Otis Redding, sur Pain In My Heart (1964) - The Kinks, sur l'album Kinks-Size (1965) - The Ventures, version instrumentale sur The Ventures à Go-Go (1965) - Jan and Dean, sur Command Performance - Live in Person (1965) - The Leaves (1965) - Bobby Fuller Four, en concert vers 1964-1965, dans une medley avec Farmer John et Jennie Lee (Do the Jerk), paru en 1983 sur Live on Stage - The Sonics, sur Boom (1966) - Pete Terrace, sur El Nuevo Pete Terrace (1966) (version instrumentale latin jazz) - The Troggs, sur From Nowhere... (1966) - The Beau Brummels sur Beau Brummels '66 (1966) - The Sandpipers, single (1966) - David Bowie - Ike & Tina Turner - Frank Zappa & The Mothers of Invention sur Uncle Meat (1969) - Grateful Dead - The Iguanas - MC5 - Toots & The Maytals, sur le single Country Road (1972) - Iggy Pop & The Stooges, sur Metallic KO (1976) et sur American Caesar (1993) - Skid Row (avec Phil Lynott et Gary Moore) sur Alive & Kickin' (1976) - The Flamin' Groovies, sur Still Shakin (1977) - Jon the Postman, sur Jon the Postman's Puerile (1978) - Patti Smith | - The Clash - Pink Floyd dès leur formation sous le nom de Pink Floyd Sound - Experience (groupe hybride et éphémère des années 70 composé de Triangle et de Martin Circus (1970) - Motörhead, en single (1979, Bronze Records) (en CD sur la réédition de Overkill) - The Kids, sur Living in the 20th Century (1980) - Barry White, sur Beware! (1981) - Stanley Clarke et George Duke, sur The Clarke/Duke Project (1981) - Maureen Tucker, sur Playin' Possum (1981) - Black Flag, en single (1981) - Johnny Thunders, en medley avec Hang On Sloopy, sur In Cold Blood (1983) - The Sisters of Mercy - Joint de culasse (dont faisait partie Manu Chao) - The Purple Helmets, sur The Purple Helmets Ride Again (1988) - The Feelies - Thee Headcoats - Joan Jett, sur I Love Rock 'n' Roll '92 (1992) - Pow woW, sur Regagner les plaines (1992) - The Fat Boys - The Outcasts, sur Battle of the Bands Live! (1993) - Robert Plant, sur la B.O. de Wayne's World 2 (1993) - The Queers, sur Shout at The Queers (1994) - Howard Stern - Leper House - Demi Moore dans le film Bobby (2006) - Coco Schell (2009) - The Smashing Pumpkins dans le coffret Celebrating *20* Years of Sadness (2009) - Jimi Hendrix dans des formations de sa jeunesse |

- Il a été repris en français en 1964 par Les Players sous le titre de Si c'était elle ainsi que par le groupe québécois Les Zéniths.

## Chansons inspirées de Louie Louie
De nombreux titres ont repris le riff de Louie Louie. Les exemples les plus célèbres incluent :
- Bragg Jack de Mano Negra (1988)
- Cheree de Suicide
- Citadel des Rolling Stones (1965)
- Get Off of My Cloud des Rolling Stones[12]
- Hang On Sloopy des McCoys[12]
- Parties in the U.S.A de Jonathan Richman
- Psyché Rock de Pierre Henry et Michel Colombier a été librement inspiré de Louie Louie. Ce même Psyché Rock a lui-même inspiré la musique du générique de la série Futurama.
- Sideways des Men Without Hats
- Smells Like Teen Spirit de Nirvana
- Summer Nights de la comédie musicale Grease
- The Air Near My Fingers des White Stripes
- Vicious de Lou Reed
- Wild Thing des Troggs[12]
- You've Lost That Lovin' Feelin' des Righteous Brothers

Frank Zappa s'est souvent inspiré de Louie Louie, notamment dans les morceaux The Return of the Son of Monster Magnet (1966), Absolutely Free (1967), Lumpy Gravy, Part 1 (1968), Florentine Pogen et Sam With the Showing Scalp Flat Top (1975), Greggery Peccary (1978) et Welcome to the United States (1993).
Toutefois, le riff a l'originalité, étant donné le nombre incalculable de chansons utilisant cette progression d'accords, de jouer le mi en mineur, alors qu'il est beaucoup plus fréquent, dans une chanson en La-Ré-Mi (A-D-E), d'exécuter le mi en majeur, ce qui donne à la suite d'accords un ton plus joyeux.